# 진안서초등학교
진안서초등학교는 대한민국 전라북도 진안군 진안읍 진무로 510-5 (가림리)에 있었던 초등학교이다. 

## 연혁
- 1946년 9월 20일 진안공립국민학교 은천분교장 개교
- 1960년 3월 26일 은천국민학교로 승격
- 1981년 3월 1일 진안서국민학교 명칭 변경
- 1996년 3월 1일 진안서초등학교로 개칭
- 1998년 3월 1일 진안초등학교로 통폐합